# Kutas (ozdoba)
Uzasadnienie: Oba artykuły traktują o tym samym.

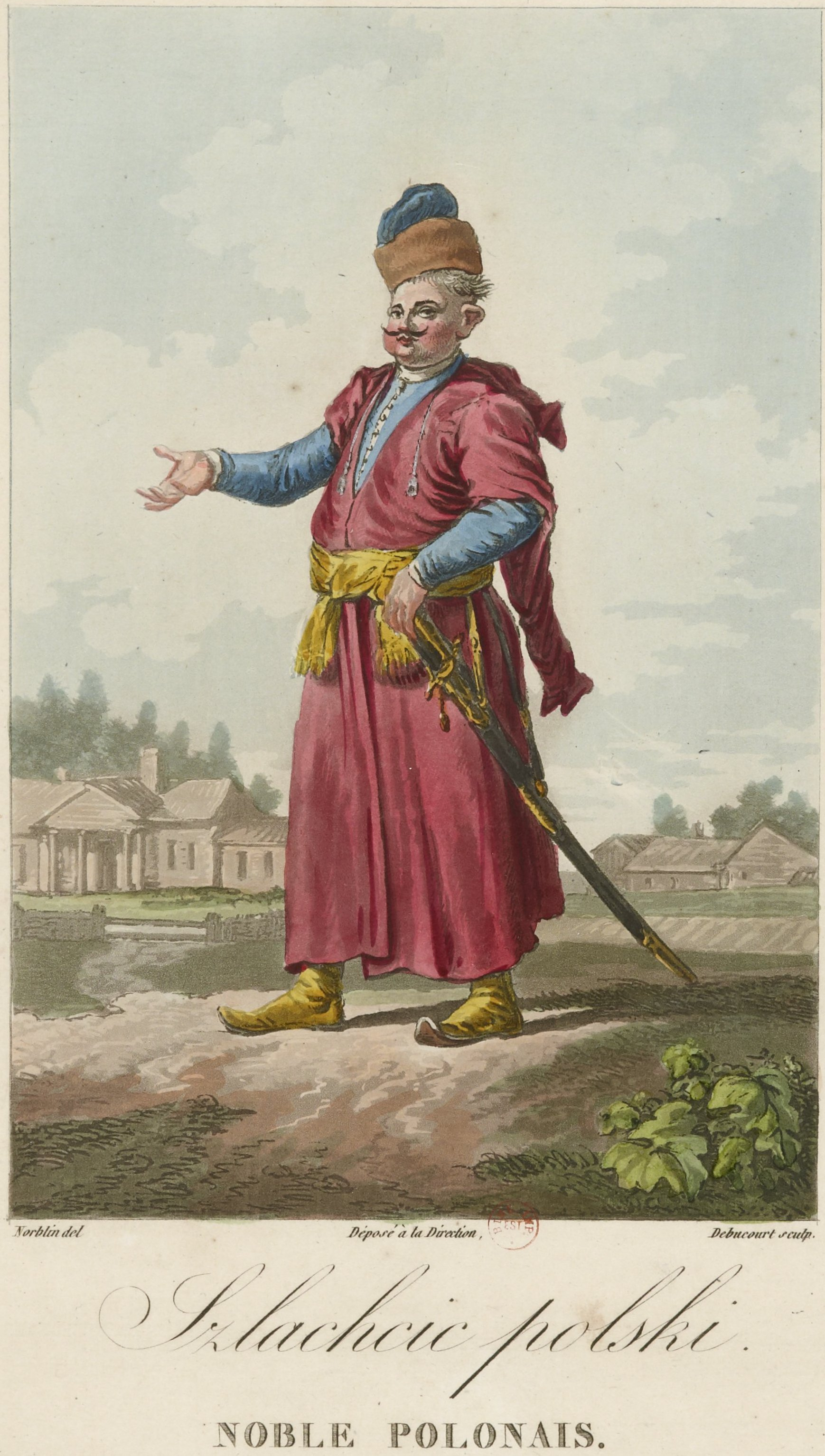
Woźny pas mu odwiązał, pas słucki, pas lity,
Przy którym świecą gęste kutasy jak kity...
(Adam Mickiewicz Pan Tadeusz, księga I, Gospodarstwo)

Kutas, chwast, kwast – w XVII- i XVIII-wiecznej Polsce ozdoba szmuklerska w postaci pędzla z nici lub sznureczków na końcu sznura przypinanego do pasa jako element dekoracyjny.
Często stanowił dolne wykończenie bogatszych szamerunków (w mundurach wojskowych) i habitów. Był to także element ozdobny niektórych rodzajów czapek (na przykład szlafmyc) i zasłon.
Niekiedy tak nazywa się też współczesne frędzle i pompony.